# Olands härad
Olands härad var ett  härad i norra Uppland. Olands härad omfattade de inre delarna av nuvarande Östhammars kommun och de nordliga delarna av Tierps och Uppsala kommuner, vilka samtliga är en del av Uppsala län.  Häradets totala areal mätte 1 313 km² och befolkningen uppgick år 1912 till 19 863 invånare. Tingsställen var till 1884 Haberga, Dannemora och Skärplinge.

## Geografi
De sydligare socknarna ligger huvudsakligen kring Olandsån och flera av dess tillflöden. Detta innebär att de ligger på den stora landryggens östra sluttning, och består av omväxlande slättbygder, och mer eller mindre oländig och kärrig skogsmark. De nordligare socknarna, som hörde till Örbyhus kontrakt, ligger dels på landhöjdens rygg eller sydliga sluttning utmed Fyrisån, dels och mestadels på den norra sluttningen mot Bottenhavet. När det gäller landhöjdens rygg så är den i mineraliskt hänseende rik. De fem nordliga socknarna innehåller, utom Upplands egentliga bergslag på kärrländig skogsmark, andra vidsträcktare skogiga och sidlänta trakter, omväxlande med oftast inskränkta slättbygder. Olands härad avgränsades i väster av Rasbo härad, Norunda härad och Örbyhus härad. I norr avgränsas häradet av Bottenhavet, i öster av Frösåkers härad och i söder av Närdinghundra härad.
De största tätorterna är numera Gimo, Österbybruk och Alunda.

### Socknar
Olands härad omfattade elva socknar.
I Östhammars kommun
- Ekeby (fram till 1716 endast delar)
- Skäfthammar
- Alunda
- Morkarla
- Dannemora (fram till slutet av 1500-talet tillhörigt Norunda härad)
- Film (fram till slutet av 1500-talet tillhörigt Norunda härad)

I Tierps kommun
- Tegelsmora (före 1612 tillhörigt Vendels härad)
- Österlövsta (fram till slutet av 1500-talet del av Norra Roden)
- Hållnäs (fram till slutet av 1500-talet del av Norra Roden)

I Uppsala kommun
- Stavby
- Tuna (fram till 1716 endast delar)

## Historia
Olands härad var en del av det medeltida uppländska folkandet Tiundaland. Namnet, som tidigare skrevs Olanda hundare, kommer av adjektivet oländig vilket syftar på dess vida och ödsliga skogsmarker översållade med klippblock. Häradet förefaller vara ett av de äldsta namngivna i hela Uppland.
Tidigare var dock Olands härad betydligt mindre än dagens. Hållnäs och Österlövsta (jämte den 1735 bildade Films socken) ingick med Valö socken i Norra rodens tinglag fram till slutet av 1500-talet. Dannemora socken tillhörde fram till slutet Tegelsmora överfördes först 1612. Ekeby och Hökhuvuds socknar var delade så att endast delarna väster om Olandsån tillhörde Olands härad, övriga delar Frösåkers härad.
I 1500-talets räkenskaper var Oland indelat i åtta åttingar: Lövsta, Morkarla, Ekeby, Sandbo, Garnbo, Långe, Stavby och Tuna.
Lövsta, Garnbo, delar av Morkarla och Ekeby samt hela Långe åttingar låg i Alunda socken. Ekeby och Morkarla åttingar motsvarade socknarna med samma namn, Stavby och Tuna åttingar motsvarade med mindre undantag Stavby och Tuna socknar. Sandbo åtting motsvarade västra delen av Hökhuvuds socken och Skäfthammar. Mindre delar av Lövsta åtting ingår i Skäfthammars och Ekeby socknar. Delar av en by i vardera Garnbo och Tuna åttingar ingår i Ekeby respektive Alunda socknar.
Redan under järnåldern bestod dock det södra området av en sammanhållen bygd som nåddes av vattenleder från Bottenhavet via Olandsån. Denna liknade då mer en fjärd och var via biflöden farbar så långt som till Uppsala. Bygdens centrala område var slätten kring Alunda där det redan under förkristen tid torde ha legat en helig offerlund. Alunda kyrka har anor från 1200-talet. På grund av häradets vidsträckthet fanns här tre tingsplatser - Haberga utanför Alunda för Olands tingslag, Dannemora utanför Österbybruk för Films och Dannemora tingslag och Skärplinge utanför Karlholmsbruk för Lövsta tingslag.
Med början under 1600-talet utvecklades Olands härad till själva kärnan i Vallonbrukslandet i norra Uppland. Av central vikt här var Dannemora gruvor där brytningen av järnmalm började redan under 1500-talet för att pågå ända fram till år 1992. Gruvan gjorde sig känd som producent av en av Sveriges och kanske världens främsta järnmalmer. I häradet fanns åtskilliga framstående brukssamhällen där järnet sedan förädlades. Bland dessa märks det internationellt erkända Lövstabruk, Österbybruk som under 1600-talet var Sveriges näst största samt Gimo bruk där järnproduktion alltjämt pågår.
Olands härad förlänades 1448 till ärkebiskop Jöns Bengtsson (Oxenstierna) sedan denne godkänt Karl Knutsson (Bonde) som svensk konung .

## Län, fögderier, domsagor, tingslag och tingsrätter
Häradet har från 1634 hört till Uppsala län. Församlingarna i häradet tillhör(de) Uppsala stift.
Häradets socknar hörde till följande fögderier:
- 1720-1878 Uppsala läns Sjätte fögderi
- 1879-1885 Uppsala läns Femte fögderi
- 1886-1917 Olands fögderi Stavby
- 1918-1966 Örbyhus fögderi för Tegelsmora och från 1 juli 1946 Österlövsta och Hållnäs socknar
- 1918-1966 Tiunda fögderi för de socknar som ej ingick i Örbyhus fögderi
- 1967-1990 Tierps fögderi Ej för Stavby och Tuna socknar och bara från 1971 för Alunda, Ekeby och Skäfthammars socknar
- 1967-1990 Uppsala fögderi för Stavby och Tuna socknar och bara till 1970 för Alunda, Ekeby och Skäfthammars socknar

Häradets socknar tillhörde följande domsagor, tingslag och tingsrätter:
- 1680-1883 Films och Dannemora tingslag (för Dannemora , Films och Tegelsmora socknar)
Lövsta tingslag (för Österlövsta och Hållnäs socknar)
Olands tingslag (för Stavby, Tuna, Alunda, Ekeby, Skafthammars och Morkarla socknar) alla inom
  - 1680-1689 Olands,  Närdinghundra, Frösåkers, Häverö och Väddö, Bro och Vätö häraders/skeppslags domsaga
  - 1689-1714 Sjuhundra, Närdingshundra, Frösåkers, Olands och Häverö häraders/skeppslags domsaga med
  - 1715-1852 Olands, Örbyhus och Norunda domsagaäven benämnd Uppsala läns norra domsaga
  - 1853-1883 Uppsala läns norra domsaga (Olands, Norunda och Örbyhus härader) med
- 1884-1970 Uppsala läns norra domsagas tingslag i Uppsala läns norra domsaga

- 1971-2005 Tierps tingsrätt (före 1 april 1980 benämnd Uppsala läns norra tingsrätt) och dess domsaga för delarna i Östhammars och Tierps kommuner samt till 1974 för delarna i Uppsala kommun
- 1974- Uppsala tingsrätt och dess domsaga, från 2005 för delarna i Östhammars och Tierps kommuner

### Webbkällor
- Nationella arkivdatabasen för uppgifter om fögderier, domsagor, tingslag och tingsrätter